# Дренкия
Дрѐнкия (на италиански: Drenchia; на словенски: Dreka, Дрека, на фриулски: Drencje, Дренче) е община в Северна Италия, провинция Удине, автономен регион Фриули-Венеция Джулия. Разположено е на 663 m надморска височина. Населението на общината е 141 души (към 2010 г.).
Административен център на общината е село Крас (Cras). Официални общински езици са словенският и италианският.